# Global utmaning
Global Utmaning var en svensk tankesmedja, som arbetade med analys och opinionsbildning kring hållbar utveckling och  globaliseringsfrågor. Global Utmaning ansökte våren 2023 om konkurs.
Global Utmaning grundades av den socialdemokratiska politikern Kristina Persson 2005 och var avsedd som en plattform för enskilda, organisationer och företag, som vill förbättra förutsättningarna för en ekonomisk, social och miljömässigt hållbar utveckling i Sverige och globalt.
Global Utmaning var en ideell förening som är politiskt och religiöst obunden. Tankesmedjan fick finansiering från myndigheter, näringsliv, kooperativa företag och internationella stiftelser. Ordförande är Catarina Rolfsdotter-Jansson. Tove Ahlström (född 1977) var verksamhetschef 2018–2023 och efterträddes av Eva Svedling (född 1964).
Föreningen bildades av Frejas fond, Riksbankens jubileumsfond och Stiftelsen för kunskaps- och kompetensutveckling. Sedan 2018 har tankesmedjan konsultativ status till FN. Verksamheten hade sitt kansli i Stockholm.